# Euphorbia perennans
Euphorbia perennans là một loài thực vật có hoa trong họ Đại kích. Loài này được (Shinners) Warnock & M.C.Johnst. mô tả khoa học đầu tiên năm 1960.